# Ольшево-Цехни
Ольшево-Цехни (пол. Olszewo-Cechny) — село в Польщі, у гміні Анджеєво Островського повіту Мазовецького воєводства.
Населення — 51 особа (2011).
У 1975-1998 роках село належало до Ломжинського воєводства.

## Демографія
Демографічна структура станом на 31 березня 2011 року:
|          | Загалом | Допрацездатний вік | Працездатний вік | Постпрацездатний вік |
| -------- | ------- | ------------------ | ---------------- | -------------------- |
| Чоловіки | 23      | 3                  | 15               | 5                    |
| Жінки    | 28      | 4                  | 17               | 7                    |
| Разом    | 51      | 7                  | 32               | 12                   |